# Jang Sun-yong
Jang Sun-yong (née le 6 août 1951) est une archère nord-coréenne.

## Palmarès
- Jeux olympiques
  - 4e à l'individuel femme aux Jeux olympiques d'été de 1976 à Montréal.